# دهستان طارم
 دهستان طارم نام دهستانی است در بخش مرکزی از توابع شهرستان حاجی‌آباد در استان هرمزگان واقع در جنوب ایران.

## جمعیت
جمعیت دهستان طارم طبق سرشماری عمومی نفوس و مسکن در سال ۱۳۸۵، برابر با ۱۰۸۹۸ نفر بوده‌است